# 고성소
고성소(古聖所) 또는 림보(라틴어: limbus)는 기독교의 신학에서 예수를 미처 알지 못하고 원죄 상태를 유지한 채 죽은 사람들의 사후 상태에 대한 신학적 유추에 근거를 둔 내세관이다. 로마 가톨릭교회나 여러 기독교 종파의 공식적인 교리는 아니나, 중세의 신학자들은 지하에 있는 사후세계(헬, 하데스, 인페르눔)를 지옥(게헨나라고도 불림), 연옥, 성조들의 림보, 유아들의 림보 등 크게 네 곳으로 나뉘어 있다고 생각하였다.

## 조상들의 고성소

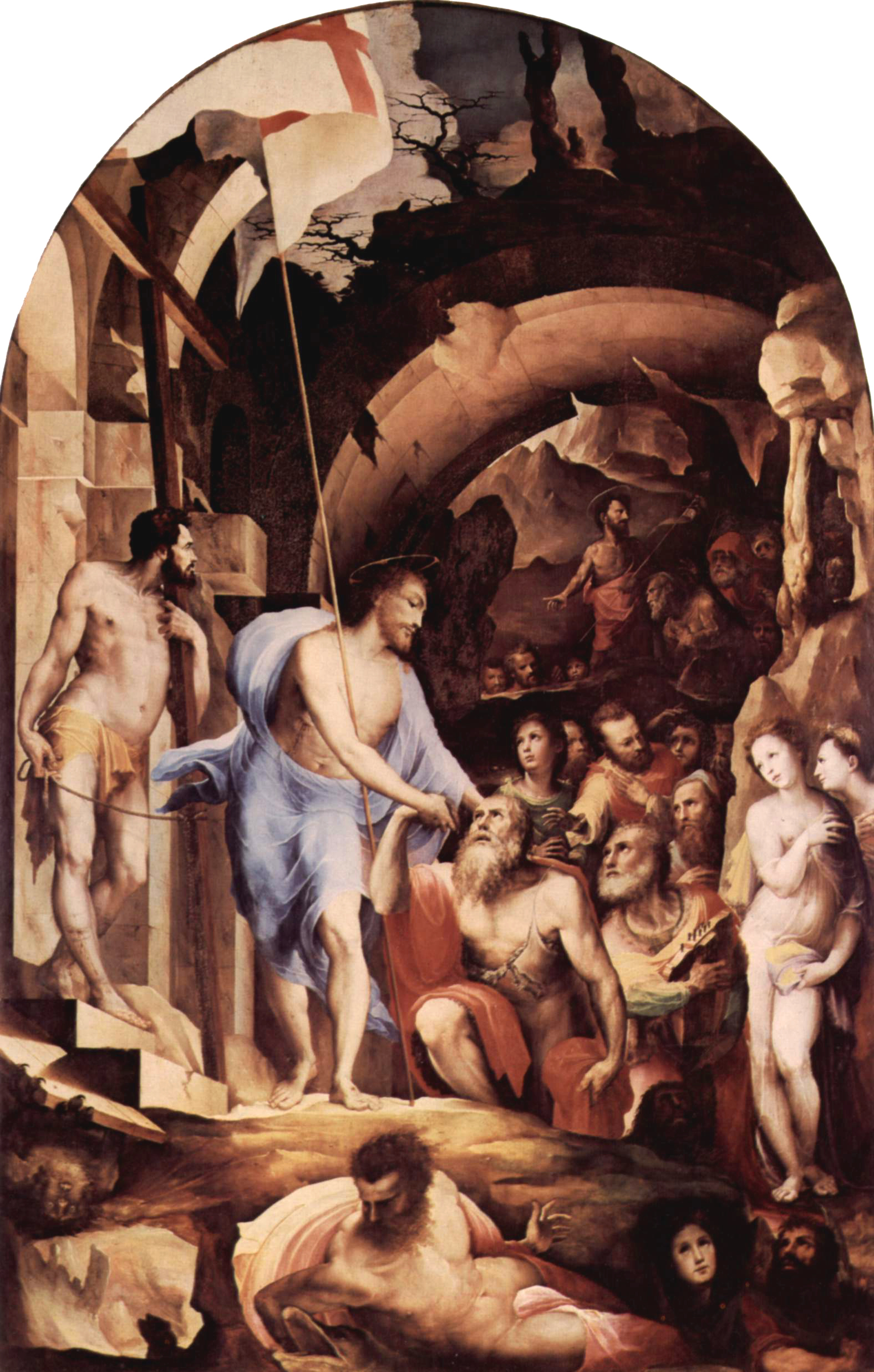
도메니코 베카푸미의 《고성소로 내려간 그리스도》

성조들의 고성소 또는 조상들의 고성소(limbus patrum)는 예수 그리스도의 부활 이전에 하느님의 사랑을 받고 죽었으나, 그리스도를 미처 알지 못하고 그를 통하여 구원받지 못한 사람들의 영혼이 잠시 머물렀던 곳을 이르는 용어이다. 고성소의 개념은 모든 사람은 오직 예수 그리스도를 통해서만 하늘나라에 이를 수 있으며 그렇지 못한 사람은 지옥에 가는데, 그리스도 강생 이전에 살았던 의로운 이들(예를 들면 모세)이 그리스도를 몰랐다는 이유로 지옥에서 벌을 받는 것이 불합리하다는 생각에서 나왔다.
십자가에 매달린 예수는 자신의 오른편에 있던 회개한 죄수에게 “너는 오늘 나와 함께 낙원에 있을 것이다.”라고 말하였다(루카 23,43). 그런데 십자가상에서 숨을 거두고 사흗날인 일요일 날에 부활하였을 때에는 “나는 아직 아버지께 올라가지 않았다.”라고 말하였다(요한 20,17). 이 구절을 두고 어떤 이들은 예수가 숨을 거둔 날과 부활한 날 사이 동안, 복음을 알지 못하고 죽은 이들이 있는 저승, 곧 고성소로 내려갔다고 주장한다. 또다른 이들은 예수의 “너는 오늘 나와 함께 낙원에 있을 것이다.”라는 말을 다르게 해석해서 “오늘 내가 너에게 말한다. 너는 나와 함께 낙원에 있을 것이다.”라고 이해하기도 한다. 잉글랜드의 도미니코회 사제 티모시 래드클리프는 “오늘”이라는 말은 “영원한 날”을 뜻한다고 설명한다.
또한, 예수가 감옥에 있는 영들에게도 가서 말씀을 선포하였다는 내용도 있다(1베드 3,19). 중세 문학에서는 이 구절을 예수가 십자가에 못박혀 죽은 날에서 부활한 날 사이인 3일 동안 고성소로 내려가는 장면으로 묘사하기도 하였다. 고성소로 내려간 예수는 그곳에 있던 수많은 영혼을 데리고 나와 하늘나라로 개선하였다.
‘고성소’라는 용어는 알렉산드리아의 클레멘스가 처음으로 주장한 것으로, 그는 조상들의 고성소가 존재할 수 밖에 없는 신학적 이유에 대해 다음과 같이 주장했다. “그리스도 강생 이후의 사람들만 하느님의 은총을 받는 혜택을 얻는 데 반해, 그리스도 강생 이전의 사람들이 재판도 받지 못하고 심판을 받는다는 것은 공정하지 않기 때문이다.”

## 유아들의 고성소
유아들의 고성소(limbus infantium 또는 limbus puerorum)는 미처 세례를 받지 못하고 일찍 죽은 유아들의 영혼이 머무는 장소 내지는 상태를 가리키는 말이며, 교리는 아니고 신학적 가설이다. 이 유아들은 너무 어린 나이에 죽어 이성으로 본죄를 짓지는 않았지만, 그리스도를 믿고 세례를 받지 못한 채 죽었으니 원죄가 남아있는 상태이다. 아우구스티노 시대 이래로 신학자들은 세례가 구원을 받기 위해 필수적인 과정이며 요구조건이라고 생각하면서, 세례를 받지는 않았지만 죄를 짓지 않은 유아들이 사후에 어떻게 될지를 놓고 논의를 거듭해왔다. 이 문제를 해결하기 위해 제안된 여러 주장들 가운데 유아 고성소에 대한 가설이 가장 그럴 듯한 것으로 제시되었다. 이 신학적 견해를 지지하는 이들 가운데 어떤 이들은 유아 고성소에서는 하늘나라처럼 완벽한 기쁨을 누릴 수는 없으나 자연 상태에서 누릴 수 있는 최고의 행복을 누릴 수 있다고 말한다. 또 어떤 이들은 원죄만을 지니고 죽은 유아들의 영혼들은 자신들이 지복직관으로부터 배제된 것에 대한 아픔과 슬픔 속에 머무르는 ‘지극히 가벼운 형벌’을 받는다고 생각하였다.
2007년 4월 22일 교황청 산하 신학자문기구인 국제신학위원회는 교황 요한 바오로 2세로부터 위임을 받아 “세례 받지 않고 죽은 유아의 구원에 대한 희망”이라는 제목의 문서를 작성하였다. 국제신학위원회는 유아 고성소 가설과 관련된 주장을 포함해서, 세례를 받지 못한 유아들의 영원한 운명에 관한 다양한 의견들을 수렴한 다음, 이들 의견을 놓고 신학적인 토론을 한 후에 다음과 같은 결론을 내렸다.
그리하여 우리는, 이 글에서 다룬 많은 요소들이 세례 받지 않고 죽은 유아가 구원받고 지복직관을 누리게 되리라는 희망에 대해 진지한 신학적·전례적 토대를 제시하고 있다는 결론을 내리게 되었다. 우리는 이 요소들이 확실한 지식의 근거라기보다는 기도하는 희망의 근거가 된다고 강조한다. 아직 우리에게 계시되지 않은 것은 많다. 우리는 그리스도 안에서 우리에게 당신 자신을 드러내 주신 자비와 사랑의 하느님께 대한 믿음과 희망으로 살아가고, 성령께서는 우리가 늘 감사와 기쁨으로 기도드리도록 우리를 이끄신다.
우리에게 계시된 것은 세례성사가 통상적인 구원의 길이라는 것이다. 앞에서 살펴본 것 가운데 어느 하나라도 세례의 필요성을 축소하거나 세례성사의 집전을 미루는 것을 정당화하는 것으로 여겨서는 안 된다. 오히려 우리가 결론적으로 재강조하고자 하듯이, 이 글에서 숙고한 바는, 우리가 바라는 것을 유아에게 해 줄 수 없을 때, 곧 교회의 믿음과 생활 안에서 유아들에게 세례를 줄 수 없을 때, 하느님께서 그들을 구원해 주시리라는 희망의 굳건한 근거를 마련해 준다.
교황 베네딕토 16세는 국제신학위원회의 문서가 비록 공식적인 가르침으로 결정된 것은 아니지만, 교회의 가르침과 일치한다고 판단하여 이 문서의 출판을 허락하였다. 언론에서는 이를 두고 교황이 유아 고성소 개념을 폐기했다면서 대대적으로 보도하였다. 실제로 국제신학위원회의 문서는 다음과 같이 분명하게 말하고 있다. “교회가 세례 받지 않고 죽은 유아의 구원에 대하여 확실한 지식을 가지고 있지 않다는 것을 분명히 인정해야 한다. 세례 받지 않고 죽은 유아의 운명이 일반적으로 어떠한지는 우리에게 계시되지 않았고, 교회는 계시된 것과 관련해서만 가르치고 판단한다. 우리는 하느님과 그리스도와 교회에 대하여 우리가 명확히 알고 있는 사실에 근거하여 세례 받지 않고 죽은 유아들의 구원을 희망하며, … 교회는 그들을 하느님의 자비에 맡길 수밖에 없다. 모든 사람이 다 구원받기를 바라시는 하느님의 크신 자비로, 어린이들이 나에게 오는 것을 막지 말고 그대로 두어라 하신 예수님의 어린이들에 대한 애정으로, 우리는 세례를 받지 않고 죽은 유아들에게 구원의 길이 열려 있다는 희망을 갖게 된다.”

## 같이 보기
- 천국
- 연옥
- 지옥